# Bertel Strömmer
Bertel Evert Strömmer (født 11. juli 1890 i Ikaalinen, død 18. april 1962 i Tampere) var en finsk arkitekt. Strömmer arbejdede som Tamperes stadsarkitekt i årene 1918-1953 og de fleste af hans værker ligger i Tampere. Strömmer tegnede såvel private som offentlige bygninger. Til Strömmers mest kendte værker hører Grand Hotel Tammer og Tampere busstation samt forsamlingshuset i Kemi.
Bertel Strömmer var søn af apoteker Sven Evert Strömmer og hans hustru Elin Ida Fredrika Fabritius. Han tog studentereksamen i 1908 og blev uddannet som arkitekt i 1913. I 1914 giftede Strömmer sig med Ros-Mari Nordenswan, som han fick otte børn med.

## Værker
- Grand Hotel Tammer, Tampere, 1928
- Pori Vandtårn, 1935
- Tampere busstation, 1938
- Tempohuset, Tampere, 1938
- Forsamlingshuset i Kemi, 1940
- Merikoski kraftverk, Oulu, 1941-47
- Huberska huset, Tampere, 1947-48